# Ahdnama
Ahdnama (tur. ahidnâme: političko jamstvo, povelja, ar. ‘ahd: jamstvo + perz. nāme: knjiga, dokument), povelja koju su osmanski osvajači izdavali katoličkim zajednicama, dajući im određena prava.
Ahdnama predstavlja političku ugovor odnosno povelju.
Među ahdnamama, ističu se ahdname podijeljene katolicima carigradskog predgrađa Galate nakon što su Osmanlije osvojile Carigrad 1453. g. te katolicima Bara prigodom zauzeća ovoga grada 1575. godine. Ističe se i Ahdnama koju je izdao osmanski sultan Mehmed II. Osvajač tijekom osmansko osvajanje Bosne, fojnička ahdnama, dubrovačka ahdnama iz 1575.

## Povijest
Važnost ahdname je u tome što u Osmanskom Carstvu kršćani nisu smjeli praviti nikakvu propagandnu konkurenciju islamu. Uz to su sve kršćanske ustanove i crkve bile osuđene na to da izgledaju kako jesu bez mogućnosti popravka ili novogradnje. Održavanje odnosno obnavljanja crkvenih zgrada, povlačilo je za sobom mnogo pravne procedure koja je u pravilu bila skupa. Osmansko je Carstvo ustrojilo vjerski sustav na takav način da je stimuliralo prelazak s kršćanstva na islam, destimuliralo ostajanje u kršćansvu, a prelazak s islama na kršćanstvo zabranjen smrtnom kaznom.
Kršćani su bili politički diskriminirani i nisu nikako smjeli sudjelovati u aktivnom političkom životu, zbog čega su javne i državne službe obavljali jedino muslimani.
Pravna podloga i smjernica za donošenje odredaba o kršćanskim zajednicama u sklopu osmanske države bile su dimmu-odredbe.
Pored rečenog nije bila ista pravna i politička praksa za sve kršćane. Istočne pravoslavne Crkve uživale su više priznanja i nadležnosti nad svojim vjernicima negoli katolička Crkva. Razlog je bio zbog toga što se sav pravoslavni visoki kler nalazio se unutar osmanskih granica, dok je katolicima vrhovni poglavar bio je Papa, ideološki i politički protivnik islama i osmanske vlasti, koji je bio poglavar susjednih država s kojima su Osmanlije bile u stalnom ratnom stanju i koje su bile jedini pravi ozbiljni neprijatelj koji je mogao vojno ugroziti Osmanlije. Zbog toga je u krajevima pod osmanskom vlašću važilo da je Porta službeno prizanala pravoslavne metropolite i biskupe kao visoke crkvene dostojanstvenike, dok to nije važilo za katoličke biskupe, koji su morali djelovati iz izgnanstva. Katolike su Osmanlije tretirale prema zemljopisnom kriteriju, kao kolektive, posebno po većim gradovima s jačim katoličkim poslovnim građanstvom. Tim je zajednicama osmanska vlast izdavala ahdname, kojima im je jamčila samobitnost, slobodu kretanja duhovnika, vršenje vjerskih obreda (ali uz razna ograničenja u duhu dímma-odredbi), nepovrjedivost imovine, te izuzetost od poreza onih članova koji su živjeli od milostinje.

## Ahdnama iz 1464.
Ahdnamom je sultan dao prava franjevcima. Njome im je omogućeno slobodno obavljanje vjerske službe. Tradicija govori da ju izdana 1463. ili 1464. fra Anđelu Zvizdoviću na polju Milodraževu, u sultanovu logoru na Milodraževu između Kiseljaka i Busovače za vrijeme sultanova glavnog vojnog pohoda protiv Bosne.
Legenda govori da je fra Anđeo odvažnim nastupom pred sultanom Mehmedom II. skrenuo pozornost sultanu kako bi mogao zaustaviti bježanje katoličkog pučanstva, posebno trgovaca, zanatlija i tehničara u bosanskim rudnicima, zbog čega je sultan, da bi spriječio odlazak pučanstva, izdao ahdnamu.
Ovim osmanskim dokumentom dvije strane daju ustupak: franjevci priznaju osmanskog sultana za svojega gospodara, dok im s druge strane on daje slobodu vjere i djelovanja. Glede forme, sadržaja i osobne prisege, Ahdnama je bila po snazi međunarodni ugovor.
Smatra se da je vrlo vjerojatno postojala i ahdnama koju je Mehmed Osvajač izdao i srebreničkim franjevcima, a datira iz 1462. godine, nakon zauzeća Srebrenice. Ova je u cijelosti izgubljena.
Izvornik ahdname iz 1463. nije sačuvan, nego je javnosti ostala dostupna u prijepisima odnosno i prepričanom obliku, zbog čega su neki povjesničari smatrali da ahdnama nije ni izdata, nego da se radi o gruboj krivotvorini.
Tekst ove ahdname objavio je Hazim Šabanović 1949. godine.
Kritička istraživanja u novije vrijeme (Hazim Šabanović, Vančo Boškov) odbacila su mjesta sumnjama u stvarnost postojanja ahdnam i utvrdila da se radi o stvarno izdanom dokumentu. Istim je utvrđeno da ahdnama nije tako slobodarska kao neka magna charta libertatum, kako se ponekad pomisli zbog svečanog tona sultanskih riječi.
Ipak, Ahdnama ima vrijednost kao temeljni dokument osmanskog zakonodavca, kojim se priznalo zasebni kulturni i politički identitet neetabliranog bosansko-hercegovačkog katoličanstva pod vodstvom franjevaca. Ovisno o stanju u državi, ratovima, gladima, velikim seobama, epidemijama i česti pograničnim čarkama, ahdname su ponekad poštovane, ponekad sužavane ili poništavane, ovisno o okolnostima, prije svega financijskim potrebama Carstva i u uvelike korumpiranog osmanskog činovništva te pravoslavnog klera koje je sve nastojalo svaliti na katolike.

## Vanjske poveznice
- Lučić, Ivo. Ahdnama opet potiče povijesni nesporazum katolika i muslimana,  Večernji list, 16. lipnja 2015.